# Astaenomoechus hospes
Astaenomoechus hospes is een keversoort uit de familie Hybosoridae. De wetenschappelijke naam van de soort is voor het eerst geldig gepubliceerd in 1902 door Wasmann.